# Wärmedämmverbundsystem

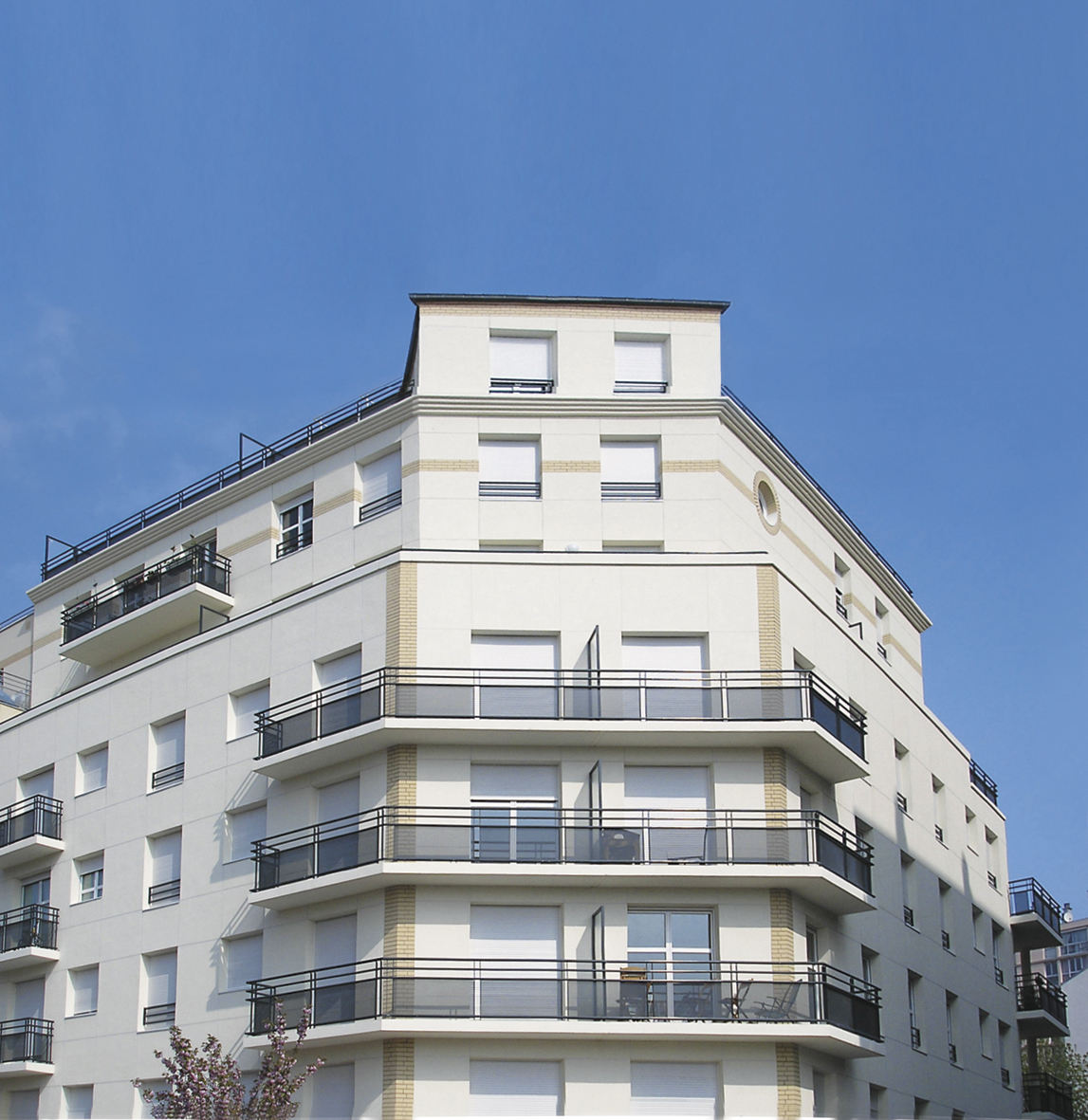
Mit einem Wärmedämmverbundsystem renoviertes Gebäude in einem Pariser Vorort

Ein Wärmedämmverbundsystem (abgekürzt WDVS oder WDV-System) ist ein System zur Wärmedämmung von Gebäudeaußenwänden. Der Aufbau besteht aus einem Dämmstoff (an die Wand geklebt und/oder gedübelt oder mit einem Schienensystem befestigt), einer Putzträgerschicht (armierter Unterputz) und einer Oberflächenschicht (Oberputz oder Flachverblender). Als Alternative bzw. Konkurrenzmodell gilt u. a. die vorgehängte hinterlüftete Fassade.
Umgangssprachlich werden für Wärmedämmverbundsysteme auch Bezeichnungen wie Thermohaut und Vollwärmeschutz verwendet, die aber irreführend sind und vermieden werden sollten, da ein WDVS zwar ein Vollwärmeschutz (gedämmte Fassade) ist, aber ein Vollwärmeschutz auch eine vorgehängte Fassade sein kann, was wiederum kein WDVS ist.

## Geschichte des WDVS
In Berlin wurde 1957 zum ersten Mal ein Wärmedämmverbundsystem eingesetzt. Als Dämmstoff wurde ein Polystyrolhartschaum verwendet, der von BASF unter dem Markennamen Styropor vertrieben wird. Die ersten Dämmstoffe mit einer Dicke von 20–50 mm waren noch weit von dem heutigen Standard entfernt, sorgten aber für eine bis dahin nicht gekannte Heizenergieersparnis. Ab Mitte der 1960er Jahre wurde dieses System in größerem Umfang eingesetzt.
In Süddeutschland verarbeitete man zu Beginn der 1960er Jahre im Industriebau (Zuckersilo in Regensburg) und im Wohnungsbau (als „Dryvit“-Verfahren, entwickelt durch die Vereinigte Wachswarenfabriken AG Hornung und Dr. Fischer) Polystyrol-Dämmplatten mit armiertem Kunststoffputz. Dabei setzte man verschiedene Techniken der Armierung mit Metallfäden, Metallgewebe, Glasfasergewebe und – aus USA eingeführt – auch Kunststoffgewebe ein. Die Dämmstoffplatten wurden punkt- und randförmig (Wulstverfahren) mit Klebstoff versehen und durch starken Handdruck auf die Wand geklebt. Probleme gab es bei diesem Verfahren durch die „Aufschüsselung“ der Polystyrolplatten bedingt durch nicht ausreichend abgelagerte Platten, die Feuchteaufnahme des Glasseidengewebes und eine dadurch verursachte Volumenvergrößerung sowie durch die statische Aufladung der Kunststoffputzoberfläche und eine damit verbundene Staubanreicherung. Als erste Mauersteinindustrie empfahl damals die Kalksandsteinindustrie ein solches System als „KS-Thermohaut“ – die ersten Wohngebäude damit wurden in Nürnberg gebaut.
Auf der Suche nach Alternativen verwendete man ab etwa 1977 auch Mineralfaserplatten, wobei hier eine modifizierte Arbeitstechnik angewandt wurde (modifizierte mineralische Putze, Kunststoffputze, Kalk- und Silikatputze). Seit etwa 1990 kamen darüber hinaus die unten genannten Dämmstoffe zum Einsatz.

## Aufbau und Montage

### Untergrundvoraussetzung
Grundsätzlich sind alle Untergründe (z. B. Ziegel, Kalksandstein, Beton, verputzte Bestandsfassaden) geeignet. Bei ausreichender Tragfähigkeit des Untergrundes können die Dämmplatten direkt aufgeklebt werden. Je nach Festigkeit des Dämmstoffes oder bei nicht ausreichender Tragfähigkeit des Untergrundes müssen die Platten zusätzlich mit Tellerdübeln rückverankert werden. Bei sehr unebenen Untergründen werden Schienensysteme eingesetzt, an denen die Platten befestigt werden.

### Befestigung der Dämmplatten
Es gibt verschiedene Arten der Befestigung von Dämmplatten eines WDVS. Die Dämmplatten oder Lamellen können verklebt, verdübelt, verklebt und zusätzlich verdübelt oder mit einem Schienensystem montiert werden. In den häufigsten Fällen wird das Dämmmaterial (Dämmstoff) einfach in Form von Platten oder Lamellen durch Kleben und/oder Dübeln (Tellerdübel) auf den bestehenden Wanduntergrund aus Ziegel, Kalksandstein oder Beton befestigt.
Auf ebenem Untergrund werden die Dämmplatten, die weniger als zehn Kilogramm pro Quadratmeter wiegen, in der Regel mit einem speziellen Klebemörtel direkt auf den vorhandenen Außenputz geklebt. Der Kleber wird in diesem Fall vollflächig aufgetragen. Bei Unebenheiten im Untergrund wendet man hingegen die Wulst-Punkt-Methode an. Die Klebemasse wird dabei entlang der Plattenränder umlaufend mit zusätzlichen Klebepunkten in der Plattenfläche aufgetragen. Der Flächenanteil der Verklebung hängt vom verwendeten System ab und sollte zwischen 40 und 100 Prozent betragen.
Eine Verdübelung des Wärmedämmverbundsystems ist besonders in Regionen mit hohen Windlasten und entsprechenden Wetterextremen üblich und ab einer gewissen Gebäudehöhe vorgeschrieben. Ob und wie viele Dübel verwendet werden müssen, wird vom verwendeten Hersteller in der „Bauaufsichtlichen Zulassung“ vorgeschrieben. Je nach Hersteller und Dämmstoffart unterscheiden sich die zu verwendenden Dübel in ihrem Durchmesser. Die Dübel verhindern durch die zusätzliche mechanische Befestigung das Ausbrechen der Dämmung bei Windsog.
Eine duale Lösung aus Verdübeln und Verkleben kommt aus statisch relevanter Sicht z. B. bei der Dämmung von Altbauten zum Einsatz. Dann also, wenn der Untergrund uneben, beschädigt oder die Zugfestigkeit des Bestandsuntergrundes für Verklebungen zu gering ist. Mineralische Dämmstoffe größeren Formats und Gewichts müssen aus statisch relevanter Sicht immer geklebt und gedübelt werden.
Bei besonders starken Unebenheiten erfolgt die Verankerung linienförmig über Metallschienen an der Bestandsfassade. Eine Verklebung entfällt hier komplett, da die Dämmplatten an den Schienen befestigt werden. Diese Schienenbefestigung wird nur bei starken Unebenheiten des Untergrunds eingesetzt, weil sie die teuerste Art der Befestigung ist.

## Dämmstoffe für Wärmedämmverbundsysteme
Für den Einsatz im WDVS müssen Dämmstoffe höhere Ansprüche als im Innenausbau erfüllen, solche mit guter Brennbarkeit und hohem Wasseraufnahmevermögen sind nur bedingt geeignet.
Synthetische Anorganische
- Mineralwolle (Stein- und Glaswolle)
- Mineralschaum (Calciumsilikat-Hydrate)
- Gipsschaum (Calciumsulfat-Hydrate)
- Calciumsilikat-Platte

Synthetische Organische
- Expandierter Polystyrol-Hartschaum (EPS)
- Extrudierter Polystyrol-Hartschaum (XPS)
- Polyurethan-Hartschaum (PUR)
- Resolharz

Synthetische Verbundmaterialien
- Vakuumdämmplatten (VIP)

Verbundmaterialien aus mehreren Materialien
- Dämmplatten aus zementgebundenem EPS-Recyclinggranulat (z. B. Prottelith)

Natürliche Organische
- Holzfaser
- Kork
- Hanf
- Schilf

## Armierungsmörtel, Unterputz
Wird eine mit WDVS beschichtete Wand von der Sonne beschienen, so kann sich die Wand aufheizen. Durch die Wärmedämmung fließt aber nicht viel Wärme ab, so erwärmt sich die Putzschicht auf höhere Temperaturen als der darunterliegende Dämmstoff. Wegen oft unterschiedlicher Wärmeausdehnung von Trägerstoff und Putzbeschichtung ist deshalb der Einbau eines Armierungsgewebes zwischen Dämmstoff und Putz zur Vermeidung von Thermospannungsrissen nötig.
Dazu wird auf den Dämmstoff eine Schicht Armierungsmörtel oder Unterputz aufgetragen und darin Armierungsgewebe (Glasfasergewebe) so eingebettet, dass es im oberen Drittel der Armierungsschicht liegt. Abhängig vom Oberputz werden entweder mineralische oder organisch dotierte Armierungsmörtel eingesetzt.

## Oberputz
Den Abschluss des Systems bildet ein Außen- oder Oberputz, der noch angestrichen werden kann. Folgende Oberputze werden in Verbindung mit WDV-Systemen angeboten:
Anorganische Putze:
- Kalkputz
- Kalkzementleichtputz
- Kalkzementputz

Organische Putze:
- Silikatputz
- Kunstharzputz
- Silikonharzputz

Grundsätzlich sind mineralische Putze ökologisch und bauphysikalisch besser als organische. Bei den mineralischen Putzen sind besonders die Strukturputze (Kratzputze) vorteilhafter. Sie benötigen keinen Anstrich und sind als vorbeugender Schutz gegen Algenbewuchs besonders gut geeignet. Bei mineralischen Putzen ist darauf zu achten, dass sie nicht kunststoffvergütet sind und dadurch die gute Ökobilanz der mineralischen Putze verschlechtern.
Der bauphysikalische Vorteil von mineralischen (anorganischen) gegenüber den organischen Putzen ist, dass sie eine höhere Dichte haben und damit auch eine höhere Wärmespeicherfähigkeit. Dadurch verlangsamt sich die Abkühlung in der Nacht und somit auch der Wasserausfall auf der Oberfläche (Algenbefall).
Mineralische Putze mit Bindemittel aus Kalk oder Zement nehmen nur wenig Wasser auf und geben es schnell wieder ab. Organische Putze trocknen dagegen sehr langsam.
Der höhere pH-Wert bei den mineralischen Putzen vermindert Algen- und Pilzwachstum. Er nimmt allerdings mit der Zeit durch die Karbonatisierung ab. Aufgrund dieser bauphysikalischen Eigenschaften werden organische Putze schneller von Algen und Pilzen befallen, außerdem verschmutzen sie schneller als mineralische Putze.
Der ökologische Nachteil organischer Putze ist, dass sie hauptsächlich aus Kunststoffen (Erdölprodukt) bestehen.
Außerdem sind sie schlechter zu entsorgen, da sie aufgrund der neuen Deponieverordnung vor der Deponierung thermisch vorbehandelt werden müssen: hoher Energieverbrauch bei der Entsorgung.

## Anstrich
Bei mineralischen Oberputzen wird grundsätzlich ein einmaliger Egalisationsanstrich empfohlen, denn dadurch verbessert sich:
- die Vorsorge vor Farbtonveränderungen bei eingefärbten Putzen,
- die Verzögerung unschädlicher Bewitterungserscheinungen,
- die wasserabweisende Funktion des Putzsystems
- und es steigt die Beständigkeit der Schutz vor Algenbildung und Pilzbefall.

Aber auch bei organischen Putzsystemen wird aufgrund der oben genannten Veralgungsprobleme ein Anstrich empfohlen.
Als Anstrich kommen z. B. Dispersions-Silikat- oder Silikonharzanstriche mit Bioziden zum Einsatz. Biozide sind human- und ökotoxische Stoffe, deswegen sollte grundsätzlich auf einen Anstrich nur zur Vermeidung von Algenwachstum verzichtet werden. Grund ist der, dass der Anstrich und die Biozide bei Regen ausgewaschen werden und im angrenzenden Untergrund landen. Die ökologischen Folgen sind noch nicht untersucht worden.
Bauphysikalisch ist ein hoher Wasserdampfdiffusionswiderstand des Anstrichs problematisch. Es muss darauf geachtet werden, dass die Wasserdampfdiffusion der Wand nicht zu stark beeinträchtigt wird. Mit jedem erneuten Anstrich steigt der Wasserdampfdiffusionswiderstand der Außenbeschichtung der Wand und dadurch der winterliche Tauwasseranfall im System, wodurch die Langlebigkeit negativ beeinflusst wird.

## Architektonische Gestaltung

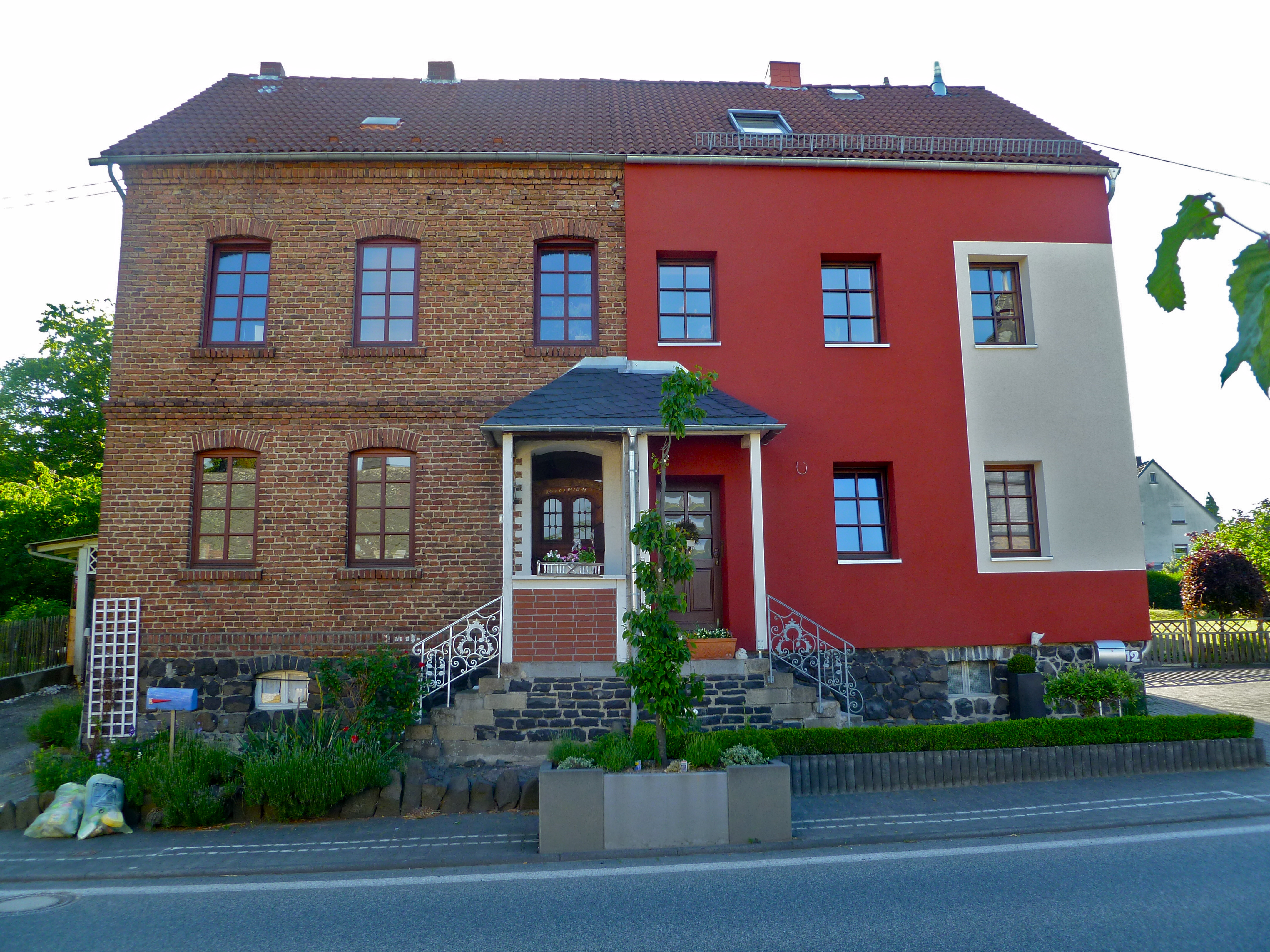
Dieser Altbau wurde zur Hälfte mit WDVS gedämmt. Der dickere Wandaufbau durch das WDVS ist am Dachüberstand und an den Fensteröffnungen auf der rechten Fassadenseite zu erkennen. Die helle Fläche ist Teil der farblichen Gestaltung der WDVS-Fassade.

Es kommen Putze in unterschiedlichen Dicken, Strukturen (Kratz-, Rillen- oder Modellierputz) und Farben zum Einsatz. Zur Strukturierung und Gestaltung der Fassade können Fassaden-Profile verwendet werden, die auf das WDVS geklebt und nach dem Verputzen der übrigen Flächen ebenfalls mit der Fassadenfarbe überstrichen werden. Es stehen z. B. Gesimse, Fensterumrahmungen oder Bossensteine zur Verfügung.
Bei bestehender Bausubstanz (vor allem verzierte Altbauten) bemängeln WDVS-Kritiker die durchgreifende Änderung des Erscheinungsbildes. Insbesondere bei Baudenkmälern und stadtbildprägender erhaltenswerter Bausubstanz unterhalb der Bedeutungsschwelle zum Denkmal sind durch die Anbringung von WDVS-Fassaden massive Gestaltverluste zu beklagen.

## Farbliche Gestaltung
Insbesondere bei einer nur dünnen Beschichtung des Dämmstoffs sollen bevorzugt helle Farben verwendet werden, um Spannungsrisse durch große Temperaturschwankungen zu vermeiden. Die Helligkeit einer Farbe wird mit dem Hellbezugswert (HBW) gekennzeichnet. Der HBW beschreibt den Anteil des auf eine Oberfläche auftreffenden sichtbaren Lichts, der von dieser Oberfläche reflektiert wird, und bewegt sich zwischen 0 (= schwarz) und 100 (= weiß). Es wird empfohlen, Farben mit einem HBW größer als 20 (Deutschland) bzw. 25 (Österreich) verwendet werden. Abweichen kann man von dieser Empfehlung zum Beispiel an Nordfassaden oder beschatteten Flächen. Künftig soll das Reflexionsverhalten von Putzen und Farben mit dem TSR-Wert beurteilt werden, da er das gesamte elektromagnetische Wellenlängenspektrum der Solarstrahlung berücksichtigt.

## Bauphysikalischer Aufbau

Temperaturverlauf in einer außen gedämmten Kalksandsteinwand im WDV-System

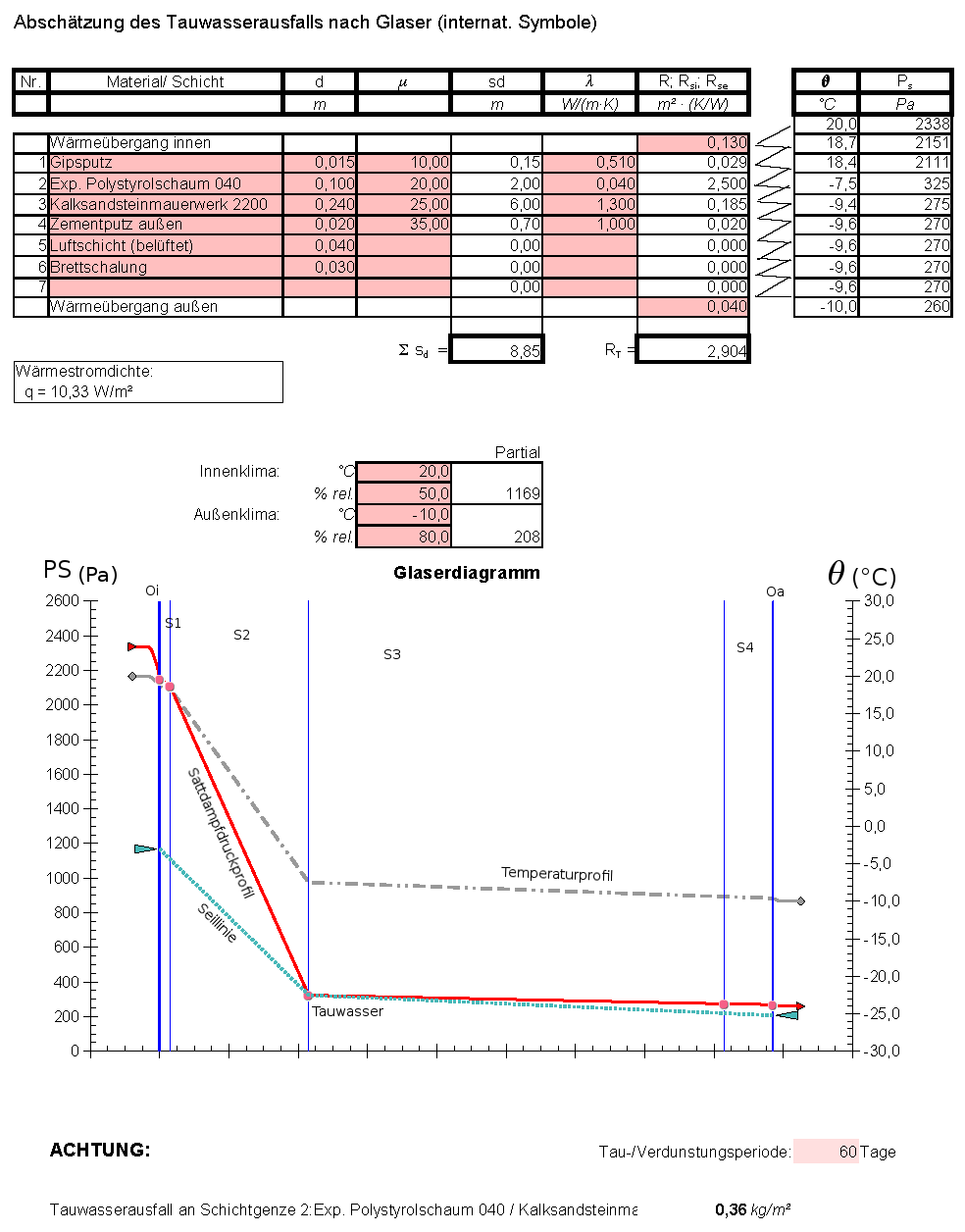
Beispiel für eine grafische Berechnung des Tauwasserausfalls nach Glaser

Wichtig für den Zweck und die Verwendbarkeit eines WDVS ist neben einer guten Dämmung die Vermeidung von Tauwasserausfall in der Wand (siehe dazu auch: Glaser-Verfahren). Besonders im Winter sind Wasserdampfdruck und Temperatur innen hoch und außen niedrig. Abhängig von ihrer Temperatur kann Luft nur eine bestimmte maximale Feuchtigkeitsmenge aufnehmen, was mit dem Sättigungsdampfdruck beziehungsweise der Taupunkttemperatur angegeben wird. Durch den jeweiligen Aufbau der Wand werden Bedingungen sowohl für den Verlauf der Temperatur und damit des Sättigungsdampfdrucks als auch für den Verlauf des Dampfdrucks vorgegeben. Nur wenn im Wandquerschnitt der Dampfdruck stets unter dem Sättigungsdampfdruck liegt, kommt es nie zum Ausfall von Tauwasser; die gültigen Normen lassen allerdings einen zeitweise geringen Ausfall zu.
Bei mehrschichtigen Außenbauteilen wird deshalb die Tauwasserfreiheit grundsätzlich gesichert, wenn die Wärmedämmfähigkeit nach außen hin zunimmt und der Wasserdampfdiffusionswiderstand nach außen hin abnimmt.
Bei umgekehrtem Wandaufbau, also der Wärmedämmung von innen her, kann der Dampfdruck örtlich den Sättigungsdampfdruck erreichen und die überschüssige Feuchtigkeit fällt abhängig vom Taupunkt als Tauwasser aus. Das kann kritisch werden, wo das anfallende Tauwasser nur schlecht wieder verdunsten kann.
Der Wasserdampfdiffusionswiderstand sollte nach außen hin abnehmen, damit die anfallende Feuchte während der Verdunstungsperiode gut nach außen hin verdunsten kann. Die Hauptursache für Schäden an WDV-Systemen ist der Ausfall von Tauwasser zwischen der Dämmung und dem Außenputz. Wenn dieses Tauwasser aufgrund des hohen Wasserdampfdiffusionswiderstands des Außenputzes und Anstrichs nicht vollständig verdunstet, kann es zu Abplatzungen durch gefrierendes Wasser und zur allmählichen Durchfeuchtung des Dämmstoffs kommen. Die Folgen sind eine Abnahme des Wärmedämmvermögens und Standsicherheitsprobleme, was einen vollständigen Abriss und Neuaufbau des WDVS erfordern kann.
Um die Gefahr der Algenbildung auf WDV-Systemen zu verringern, sollten am besten Wärmedämmungen mit hoher Wärmespeicherfähigkeit und/oder mineralischen Dickputzen verwendet werden. Dadurch wird erreicht, dass die Außenseiten der Wände möglichst langsam abkühlen. Durch die langsame Nachtabkühlung verringert sich die Zeit, in der die Temperatur der Bauteiloberfläche unter die der Umgebungstemperatur fällt und sich Kondensat auf der Putzoberfläche bilden kann. Algen wachsen, je nach Gattung, ab einer Feuchte von 70 %. Die Algenbildung kann auch unterbunden werden, indem das WDVS mit einer Endbeschichtung versehen wird, die eine verzögernde und/oder vorbeugenden Wirkung gegenüber Algen- und Pilzbefall hat.
Solange geheizt oder gekühlt wird, hat die Masse der Außenwand keinen Einfluss auf den Heiz- bzw. Kühlenergiebedarf – dieser wird nur vom Wärmedurchgangskoeffizienten (U-Wert) der Wand bestimmt. Gleiches gilt auch für das Innenraumklima. Lediglich der zeitliche Verlauf der Heiz- bzw. Kühlleistung hängt von der Speicherfähigkeit der Wand ab. Anders in Zeiten ohne Heizung oder Kühlung. Je größer die Speicherfähigkeit, umso langsamer beeinflusst das Außenwetter das Innenraumklima: Hohe Außentemperaturen müssen erst die Wand aufheizen, ehe diese ihrerseits den Innenraum aufheizt.
Beim Aufeinandertreffen verschiedener Materialien sollten unterschiedliche Wärmedehnzahlen berücksichtigt werden, um Spannungsrisse und Abplatzungen (vor allem bei sonnenbeschienenen Wänden) zu vermeiden.

## Brandverhalten
Für eine Europäische Technische Bewertung (ETB) von WDVS muss das gesamte Dämmsystem mehrfach geprüft und gemäß EN 13501-1 klassifiziert werden. Das Brandverhalten ist vom Dämmstoff und von der Art (insbesondere Dicke) des Putzsystems abhängig. WDVS mit nichtbrennbaren Dämmstoffen können die europäische Klasse zum Brandverhalten A1 oder A2 erreichen, WDVS mit allen anderen Dämmstoffen die Euroklassen B oder C.
Da bei einem realen Fassadenbrand Effekte auftreten, die mit Hilfe von Laborversuchen kleiner oder mittlerer Größe nicht abschließend beurteilt werden können, fordern die meisten europäischen Länder für Dämmsysteme an höheren Gebäuden Großversuche. In Deutschland erfolgt der Großversuch gemäß DIN 4102-20, in Österreich gemäß ÖNORM B 3800-5.
Bei einer Fassadendämmung aus schwerentflammbaren Polystyrol-Dämmplatten (Styropor) mit Dicke über 10 cm wird über den Wandöffnungen eine Brandbarriere aus nichtbrennbarem Dämmmaterial gefordert (z. B. Mineralwolle der Klasse A nach DIN 4102-1), die eine Höhe von 20 cm hat und an jeder Seite 30 cm breiter ist, als die Öffnung. Alternativ kann auch in jedem zweiten Geschoss ein über das gesamte Geschoss führender Brandriegel vorgesehen werden. Niedrige Gebäude der Gebäudeklassen 1 bis 3 sind in der Musterbauordnung davon ausgenommen. Die allgemeine bauaufsichtliche Zulassung des DiBt sieht für viele Wärmedämmverbundsysteme dennoch horizontale Brandriegel vor.

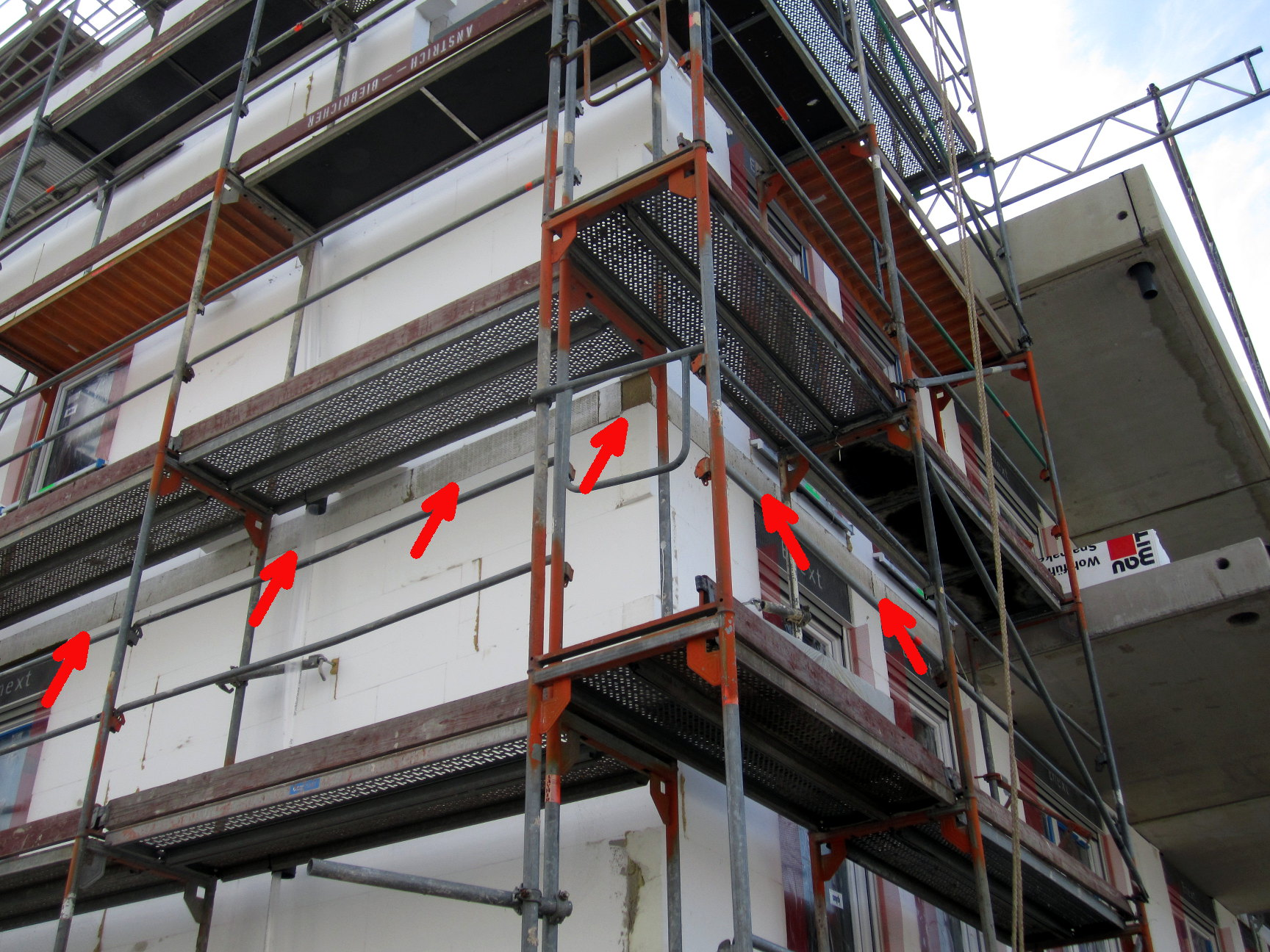
Brandschutzstreifen (Riegel) aus Mineralwolle bei einem WDVS mit EPS-Wärmedämmung

Nach mehreren Fassadenbränden, etwa 2011 in Delmenhorst, erschien am 28. November 2011 ein Bericht des NDR über Brandversuche in der Materialprüfanstalt für das Bauwesen Braunschweig (MPA Braunschweig), der zeigte, dass die Dämmungen aus Polystyrol Feuer fangen und zur Brandausbreitung führen können, wenn auf den Einbau von Brandschutzstreifen aus nicht brennbarer Mineralwolle verzichtet würde.
Laut dem Deutschen Institut für Bautechnik (DIBt) entsprach der verwendete Versuchsstand der MPA Braunschweig nicht dem für Zulassungsprüfungen geforderten Aufbau, wie er auch im Arbeitsentwurf von DIN 4102-20 beschrieben wird. Die Prüfung entspreche weder den Vorgaben der Norm und der Zulassungsgrundsätze, noch habe die Prüfung einen plausiblen Praxisbezug gehabt. Das DIBt veröffentlichte dazu am 7. Dezember 2011 eine Stellungnahme, die u. a. betont, dass die bisher zugelassenen WDV-Systeme mit Polystyrol-Hartschaum sicher seien und die Anordnung von Brandriegeln in jedem 2. Geschoss wirksam eine Brandausbreitung/Brandweiterleitung auf Außenwänden begrenze. Die Deutsche Energie-Agentur (dena) hat am 2. Dezember 2011 ebenfalls eine Stellungnahme veröffentlicht, die sich auf den NDR-Beitrag bezieht und die Kritik an Wärmedämmung zurückweist.
Die NDR-Redaktion widersprach dieser Darstellung in ihrer Folgereportage und hinterfragte darin den „praxisfremden Brandschachttest“ der DIN 4102 (siehe Deutsches Institut für Normung). Laut dem Bericht schmilzt das beim Prüfverfahren als schmaler hoher Stab eingespannte Polystyrol nach oben hin ab und entfernt sich dadurch von der Hitze- oder Brandquelle (Zündbrenner und abgetropftes (Poly)Styrol), wodurch das Prüfverfahren so aufgebaut wäre, dass es dem von der Industrie gewünschten Ergebnis, die Nichtbrennbarkeit von Polystyrol und fehlende Brandweiterleitung zu beweisen, entgegenkäme. Laut dem für den Arbeitskreis Brandschutz des Fachverbandes WDVS arbeitenden Brandsachverständigen Ingolf Kotthoff entstehe die Brandweiterleitung durch flüssiges kochendes Polystyrol und dessen Ausdünstungen, die im gebildeten Hohlraum oberhalb des mechanisch nicht abgestützten Dämmstoff-Sturzes (der Unterkante der Wärmedämmung oberhalb eines Fensters) entzündet würden, wodurch das Ganze eher ein konstruktiver Mangel wäre und der mögliche Hohlraum durch den Einbau von Brandriegeln (nichtbrennbare umlaufende Mineralwolle-Dämmstoffstreifen) verkleinert werden könnte. Trotz offensichtlicher Widersprüche in der Stellungnahme (Pkt. 11a Brandweiterleitung durch 2,5 m hohe Flammen werden durch den Brandriegel gestoppt, Pkt. 11b 3,0 m Abstand zwischen brennendem Raum und Brandriegel reduzieren sich auf 0,5 m brennbarer Dämmstoffhöhe) erschienen Brandriegel alle zwei Geschosse dem Fachverband WDVS als ausreichend.
In einer umfangreicheren Stellungnahme des Deutschen Instituts für Bautechnik vom 21. November 2011 wird ebenfalls eingeräumt, dass Wärmedämmverbundsysteme mit Polystyroldämmstoffplatten mit großen Dämmstoffdicken bei Brandbeanspruchungen „kritisch“ seien und eine ungehinderte Brandausbreitung möglich wäre; der Filmbericht habe „keine neuen Erkenntnisse“ gebracht. Die Brennbarkeit sei „in der Fachwelt eine allseits bekannte Tatsache“. Dass Brandriegel nur in jedem zweiten Geschoss genügen würden und eine Brandausbreitung verhindern, wäre „in originalmaßstäblichen Versuchsaufbauten“ nachgewiesen worden. Die im Fernsehfilm gezeigte Versuchsanordnung entspreche nicht dem Aufbau laut Arbeitsentwurf für die DIN 4102-20 und damit nicht der Brandbeanspruchung unter Realbrandbedingungen.
Im Dezember 2011 thematisierte eine Kleine Anfrage der SPD-Bundestagsfraktion die Gefahr von Fassadenbränden bei polystyrolgedämmten Fassaden und unzureichende bzw. praxisferne Dämmstoffprüfungen. In der Antwort wird darauf hingewiesen, dass „für das Gebiet des Brandschutzes, welcher Teil des Bauordnungsrechts ist, die Bundesländer zuständig sind“ und „Bei Wärmedämmverbundsystemen muss nach DIN 4102-1 durch Brandprüfungen sowie ggf. zusätzliche Großversuche durch den Hersteller überprüft werden, ob sie schwerentflammbar und damit brandsicher sind.“
Im November 2014 beschloss die 126. Bauministerkonferenz (ARGEBAU), dass in Zukunft bei Neubauten zusätzlicher Brandschutz verpflichtend werden soll. Bestandsbauten brauchen nicht nachgerüstet werden.

## Stoßfestigkeit
Die Stoßfestigkeit wird mit dem Kugelschlagtest gemäß ISO 7892 überprüft. Dabei gibt es einerseits den Versuch mit einer Stahlkugel von 1 kg Gewicht und mit einer Fallhöhe von 1,02 m (entspricht 10 Joules) und andererseits den Versuch mit einer Stahlkugel von 0,5 kg Gewicht und mit einer Fallhöhe von 0,61 m (entspricht 3 Joules). Auf Grundlage der Versuchsergebnisse wird das WDVS in die Kategorien I, II oder III eingestuft.

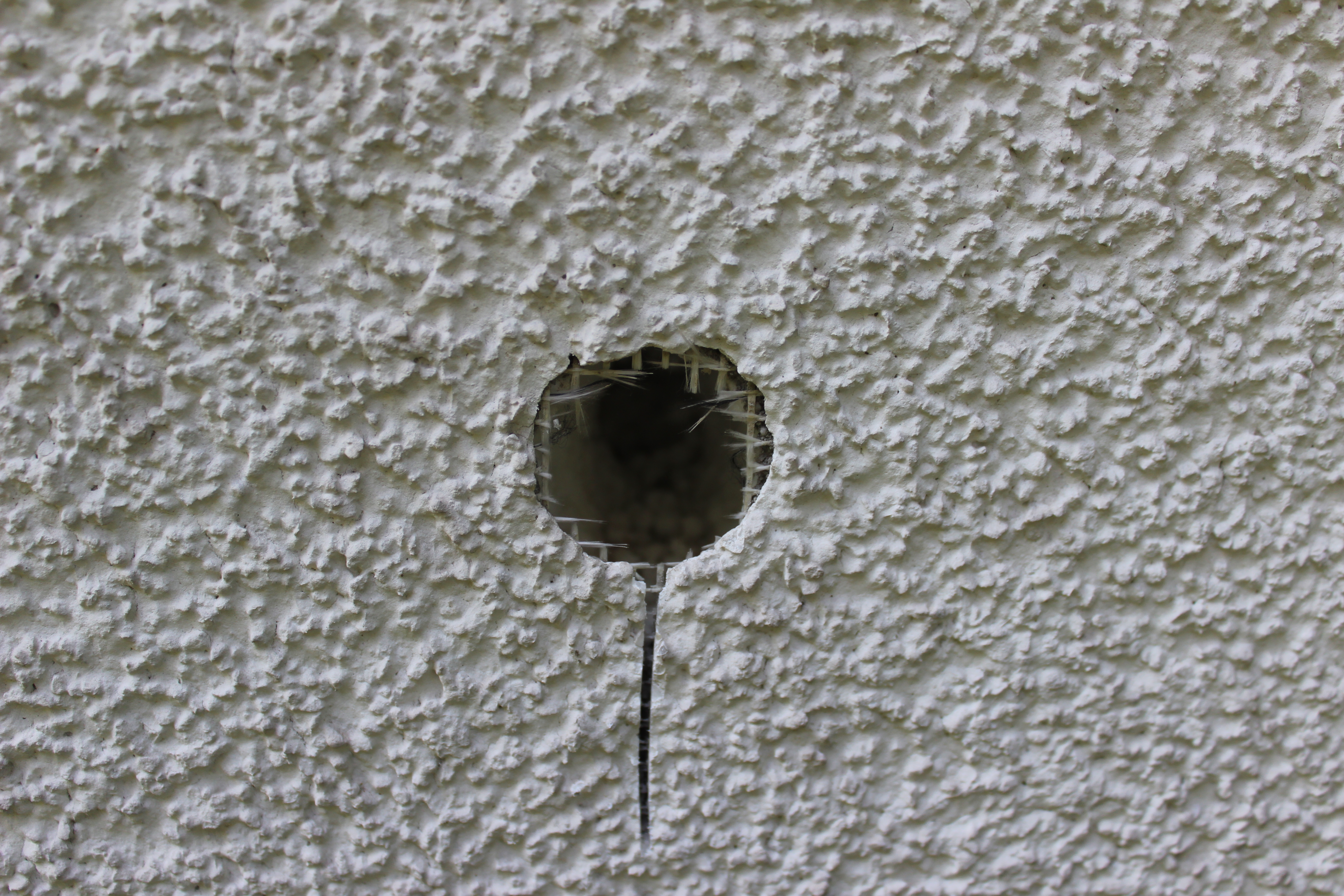
Von einem Buntspecht beschädigte Fassadendämmung in Köln

Definition der Nutzungskategorien:
Kategorie IEin der Öffentlichkeit leicht zugänglicher und gegen Stöße mit harten Körpern ungeschützter Bereich in Erdbodennähe, der jedoch keiner abnorm starken Nutzung ausgesetzt ist.
Kategorie IIEin Bereich, der Stößen durch geworfene oder mit dem Fuß gestoßene Gegenstände ausgesetzt ist, sich jedoch an öffentlich zugänglichen Stellen befindet, wo die Höhe des Systems die Größe des Stoßes begrenzt; oder in niedrigeren Bereichen, wo ein Zugang zum Gebäude in erster Linie durch Personen erfolgt, die einen Grund haben, Sorgfalt walten zu lassen.
Kategorie IIIEin Bereich, in dem Beschädigungen durch Personen oder geworfene oder mit dem Fuß gestoßene Gegenstände unwahrscheinlich sind.
In Österreich dürfen nur Systeme mit einer Stoßfestigkeit der Kategorie I und II eingesetzt werden, weil nur diese dem zu berücksichtigenden Hagelschlag mit ausreichender Sicherheit widerstehen.
Generell gilt, dass weichere Platten bessere Ergebnisse erzielen.
Spechte betrachten auch Gebäude als ihren Lebensraum und klopfen Fassaden ab, sofern sich dort typische Hohlgeräusche ergeben. Spechten wird ein gutes Gedächtnis nachgesagt, so dass diese an entdeckte Stellen wieder zurückkehren. Besonders anfällig für Spechtlöcher sind WDVS-Fassaden mit Dämmplatten aus Styropor oder vergleichbaren, beim Klopfen „hohl“ klingenden Dämmstoffen.

## Langzeitverhalten
Wärmedämmverbundsysteme kommen seit Anfang der sechziger Jahre zur Anwendung. Seit den siebziger Jahren beurteilt das Fraunhofer-Institut für Bauphysik IBP regelmäßig das Langzeitverhalten von WDVS an ausgeführten Bauten. Ende 2014 wurde der Zustand von elf Fassaden mit einem Alter zwischen 29 und 45 Jahren überprüft. In zehn Fällen wurde der Zustand als praktisch ohne Mängel eingestuft. Rein optische Beeinträchtigungen durch Verunreinigungen oder mikrobiellen Bewuchs wurden hierbei nicht berücksichtigt. Lediglich bei einer, mit einem neuen Anstrich überarbeiteten Fassade traten stellenweise geringe bis größere Mängel auf. Laut IBP sind das Alterungsverhalten und der Wartungsaufwand bei Fassaden mit WDV-Systemen ähnlich zu bewerten wie bei konventionell verputzten Außenwänden.

## Aufdoppelung
Die Aufdoppelung ist ein Verfahren zur Sanierung von WDVS und dient der Erfüllung energetischer Anforderungen. Dabei wird auf das bestehende WDVS ein weiteres komplettes System aufgebracht, d. h. der Materialverbund wird nicht rückgebaut, sondern durch eine zusätzliche Lage aus Kleber, Dämmstoff, Dübeln, Armierungsputz mit Armierungsgewebe und Deckputz ergänzt. Die Nutzungsdauer des WDVS wird dadurch deutlich ausgedehnt.

## Rückbau
Der Rückbau eines WDVS ist erforderlich, wenn dieses neu hergestellt oder das Gebäude abgerissen wird. Er kann selektiv oder konventionell erfolgen.
Die favorisierte Vorgehensweise ist der selektive Rückbau. Hierbei werden die einzelnen Materiallagen Schicht für Schicht abgetragen. Der Vorteil besteht darin, dass die einzelnen Materialfraktionen bereits auf der Baustelle getrennt werden. Als Verfahren zur Trennung der einzelnen Komponenten kommen das manuelle, maschinelle oder thermische Entschichten in Betracht.
Beim konventionellen Rückbau wird das WDVS in einem Zug abgetragen. Das hierbei anfallende Abbruchmaterial ist ein heterogenes Gemisch. Die Vermischung der Materialfraktionen ist im Hinblick auf die Entsorgung ungünstig. Für die weitere Verwertung wird das Materialgemisch in einer Sortieranlage getrennt. Eine hochwertige Verwertung der Abbruchmaterialien ist nur bedingt möglich.

## Verwertung
Die folgenden Ausführungen beziehen sich auf den Dämmstoff EPS, der in ca. 80 % der WDVS Verwendung findet.

### Mechanisches Recycling
Bei diesem Verfahren werden zunächst die rückgebauten Materialien eines WDVS von groben Verschmutzungen wie Putz, Mörtel und Sand gereinigt. Anschließend wird die EPS-Fraktion in einer Mühle gemahlen und das daraus entstandene Mahlgut entstaubt. Das EPS-Granulat wird z. B. für gebundene EPS-Schüttungen, EPS-Recyclingplatten, als Leichtzuschlag für Beton oder zur Porosierung von Mauerziegeln verwendet.

### Lösemittelbasiertes Recycling
Beim CreaSolv-Verfahren handelt es sich um eine vom Fraunhofer Institut und der CreaCycle GmbH entwickelte Recyclingtechnologie zur Wiederverwertung von expandiertem Polystyrol (EPS). Dabei werden EPS-Abfälle in einem selektiven Lösungsmittel aufgelöst, wodurch Verunreinigungen entfernt und wertvolle Rohstoffe, einschließlich Polystyrol, zurückgewonnen werden können. Die in den Niederlanden entwickelte PolystyreneLoop-Anlage nutzt dieses Verfahren im industriellen Maßstab, um HBCD-haltige PS-Schaumstoffabfälle in einem geschlossenen Kreislauf zu recyceln. Neben der Rückgewinnung von Polystyrol ermöglicht der Prozess auch die Abtrennung und sichere Entsorgung von Schadstoffen sowie die Rückgewinnung der enthaltenen Bromverbindungen.

### Energetische Verwertung
Bei der energetischen Verwertung wird EPS durch Verbrennung zur Energieerzeugung genutzt.

## Gesetzliche Bestimmungen
Im europäischen Binnenmarkt ist für den grenzüberschreitenden Warenverkehr von Bauprodukten die CE-Kennzeichnung erforderlich. Grundlage für das Inverkehrbringen von Wärmedämm-Verbundsystemen mit CE-Zeichen ist eine Europäische Technische Zulassung (ETZ) auf Basis der Leitlinie ETAG 004, seit 1. Juli 2013 eine Europäische Technische Bewertung (ETB) auf Basis eines Europäischen Bewertungsdokuments. Als Europäisches Bewertungsdokument für WDVS mit Putzbeschichtung zur Anbringung auf Beton und Mauerwerk gilt weiterhin die ETAG 004. Für dort nicht beschriebene Systemausführungen wie Untergründe aus Holz oder Oberflächenbekleidungen aus Keramik können separate Bewertungsdokumente beantragt werden.
Parallel können in verschiedenen EU-Mitgliedstaaten nationale Zulassungen verwendet werden. Diese regeln die Anwendungen im jeweiligen Mitgliedstaat, erlauben aber keine CE-Kennzeichnung als Grundlage für den grenzüberschreitenden Warenverkehr. Zudem können EU-Mitgliedstaaten nationale Anforderungen an die Verwendung im Sinne von Mindestanforderungen stellen.
In Österreich sind die Leistungsanforderungen und Verwendungsbestimmungen der Baustoffliste ÖE des Österreichischen Instituts für Bautechnik (OIB) zu erfüllen.
In Deutschland ist die Verwendbarkeit durch eine allgemeine bauaufsichtliche Zulassung (abZ) oder in Kombination mit einer ETZ bzw. ETB über eine Verwendungszulassung nachzuweisen. Die Zulassung des Deutschen Instituts für Bautechnik (DIBt) beschreibt sämtliche vom Systemhalter vorgesehenen und im Gesamtsystem geprüften Komponenten (Kleber, Dübel, Dämmung, Armierungsschicht, Außenputz) sowie z. B. die brandschutztechnisch relevanten Eigenschaften und die ggf. einzubauenden Schutzmaßnahmen.
Objektspezifische Abweichungen bedürfen einer Zustimmung im Einzelfall (ZiE) durch die oberste Baubehörde des jeweiligen Bundeslandes.
Zur Erlangung einer Europäischen Technischen Bewertung und/oder einer abZ werden die erforderlichen Systemprüfungen vom Hersteller (Systemhalter) durchgeführt. Nur so kann die im Zusammenwirken der Komponenten geforderte Funktionalität, Sicherheit und Dauerhaftigkeit eines WDVS sichergestellt werden. Für die Einhaltung der wesentlichen Eigenschaften eines WDVS zeichnet der Systemhalter verantwortlich. Er stellt dies über eine laufende Eigen- und Fremdüberwachung der Produktion sicher. Daher dürfen auch nur die vom Systemhalter vorgesehenen Systembestandteile verwendet werden.

## Normen, sonstige Regelwerke
- ETAG 004 Leitlinie für die europäische technische Zulassung für Außenseitige Wärmedämm-Verbundsysteme mit Putzschicht. (PDF; 3 MB)
- ISO 7892 Vertikale Bauwerksteile; Prüfung der Stoßfestigkeit; Stoßkörper und allgemeine Prüfverfahren.
- DIN 18345 VOB Vergabe- und Vertragsordnung für Bauleistungen – Teil C: Allgemeine Technische Vertragsbedingungen für Bauleistungen (ATV) – Wärmedämm-Verbundsysteme.
- DIN 55699 Anwendung und Verarbeitung von außenseitigen Wärmedämm-Verbundsystemen (WDVS) mit Dämmstoffen aus expandiertem Polystyrol-Hartschaum (EPS) oder Mineralwolle (MW).
- ÖNORM B 6400-1 Außenwand-Wärmedämm-Verbundsysteme (WDVS) – Teil 1: Planung und Verarbeitung.
- ÖNORM B 6400-2 Außenwand-Wärmedämm-Verbundsysteme (WDVS) – Teil 2: Produkte, Prüfungen und Anforderungen.
- ÖNORM B 6400-3 Außenwand-Wärmedämm-Verbundsysteme (WDVS) – Teil 3: Mindestanforderungen für die Verwendung.
- SIA 243 Verputzte Aussenwärmedämmung.
- EN 13499 Wärmedämmstoffe für Gebäude – Außenseitige Wärmedämm-Verbundsysteme (WDVS) aus expandiertem Polystyrol – Spezifikation.
- EN 13500 Wärmedämmstoffe für Gebäude – Außenseitige Wärmedämm-Verbundsysteme (WDVS) aus Mineralwolle – Spezifikation.
- EN 13501-1 Klassifizierung von Bauprodukten und Bauarten zu ihrem Brandverhalten – Teil 1: Klassifizierung mit den Ergebnissen aus den Prüfungen zum Brandverhalten von Bauprodukten.